# Scotospilus divisus
Scotospilus divisus är en spindelart som först beskrevs av Forster 1970.  Scotospilus divisus ingår i släktet Scotospilus och familjen panflöjtsspindlar. Inga underarter finns listade i Catalogue of Life.